# Atherigona transversa
Atherigona transversa är en tvåvingeart som beskrevs av Deeming 1981. Atherigona transversa ingår i släktet Atherigona och familjen husflugor.
Artens utbredningsområde är Tanzania. Inga underarter finns listade i Catalogue of Life.